# Acornion
Acornion a fost un cetățean important al coloniei grecești ionice din Dionysopolis (astăzi orașul Balcic de pe coasta Marii Negre din Bulgaria).
El este menționat în Decretul din Dionysopolis, scris în jurul anului 48 î.Hr. de către cetățenii polisului. Decretul menționează că Acornion se afla departe într-o misiune diplomatică pentru a-l întâlni pe tatăl cuiva din Argedauon, posibil orașele dacice Argidava sau Argedava. Decretul, o inscripție de marmură fragmentară descoperită la sfârșitul secolului al XX-lea la Balcic, se află în prezent în Muzeul de Istorie Națională din Sofia. Iată un fragment: „Și în timpul din urmă regele Burebista ajungând cel dintâi și cel mai mare din regii din Tracia și stăpânind tot teritoriul de dincoace de fluviu (Dunărea n.n.) și de dincolo și a ajuns de asemenea la acesta (la Burebista n.n.) în cea dintâi și cea mai mare prietenie, a obținut cele mai bune foloase pentru patria sa [...] atrăgându-și și bunăvoința regelui spre binele orașului [...] Și fiind trimis de regele Burebista ca ambasador la Cn(aeius) Pompeius și întâlnindu-se cu acesta în părțile Macedoniei, lângă Heracleea Lyacestis (azi Bitolia-Monastir n.n.) ... a purtat cele mai frumoase negocieri.”
Inscripția se referă de asemenea la regele dac Burebista, o singură interpretare posibilă fiind cea că Acornion a fost consilierul șef al regelui (în greacă veche πρῶτοσφίλος, literal „primul prieten”) la Dionysopolis. Alte surse indică faptul că Acornion a fost trimis ca ambasador al lui Burebista la Pompei, pentru a discuta despre o alianță împotriva lui Iulius Cezar.